# تسلفيلر
تسلفيلر (بالفرنسية: Zellwiller)‏ هي بلدية تقع في إقليم الراين الأسفل من منطقة ألزاس في شمال شرق فرنسا. تبلغ مساحة هذه المدينة 8.79 (كم²)، يبلغ عدد سكانها 737 نسمة حسب إحصاء المعهد الوطني للإحصاء والدراسات الاقتصادية سنة 2009 م. وترأس Laurent Reibel البلدية خلال فترة (2001 - 2008).

## أعلام
- جاكوب أمان

## وصلات خارجية
- صفحة البلدية على موقع المعهد الوطني للإحصاء والدراسات الاقتصادية (بالفرنسية)